# Betatrophin
Betatrophin ist ein körpereigener Botenstoff (Zytokin), der bei Säugetieren vorwiegend von der Leber und von weißen und braunen Fettzellen, beim Menschen aber nur von der Leber freigesetzt wird. Im Jahr 2013 wurde von Yi  irrtümlicherweise behauptet, dass Betatrophin die Zellproliferation der Insulin-produzierenden Betazellen anregt. Die Originalarbeit wurde aufgrund von widersprüchlichen Daten und gescheiterter Reproduzierbarkeit im Jahre 2017 zurückgezogen. Das Hormon ist beim Menschen auch als hepatocellular carcinoma-associated protein TD26 bekannt.

## Eigenschaften
Das Hormon wurde erstmals 2013 von einer Forschergruppe um Peng Yi in Cambridge (Massachusetts) beschrieben.
Betatrophin ist ein 22 kDa schweres Protein, das am N-Terminus ein Sekretionssignal und zwei Coiled-Coil-Domänen besitzt. Das Gen liegt beim Menschen auf Chromosom 19 und bei der Maus auf Chromosom 9, es ist bei allen Säugetieren hochgradig konserviert. Der Betatrophin-Rezeptor ist unbekannt, ebenso der zelluläre Wirkmechanismus.
In der Mausleber kommt es bei Schwangerschaft und Insulinresistenz zu einer deutlich verstärkten Genexpression, ebenso bei Knockout-Mäusen, die das Gen für Leptin (ob/ob) oder das Gen für den Leptinrezeptor (db/db) nicht tragen. Hingegen konnte keine Hochregulierung (up-regulation) der hepatischen Genexpression bei experimenteller Zerstörung der Betazellen festgestellt werden.